# Rocks'n'Diamonds
Rocks'n'Diamonds — вільна скролінгова плиткова логічна відеогра з елементами бойовика, створена компанією Artsoft Entertainment та дизайнером Хоґлером Щемелем. Перший реліз вийшов 1995 року. Гра написана мовою C++, використовує графічну бібліотеку SDL або Xlib (при її використанні деякі можливості, які доступні з використанням SDL, не працюють), теоретично працює на всіх платформах, які підтримують дані технології. На цей час гра працює під різними операційними системами: Linux, BSD, MS-DOS, Windows, Mac OS X, PalmOS. Версія під DOS ґрунтується на коді Ґвідо Шульца (англ. Guido Schulz). Після випуску Rocks'n'Diamonds могла прочитати формати оригінальної гри Emerald Mine, пізніше з'явилася підтримка інших ігор, зокрема, Boulder Dash, Supaplex, Emerald Mine та Sokoban.
Rocks'n'Diamonds також має редактор рівнів.

## Boulder Dash
Включає багато додаткових рівнів:
- стандартні 99 рівнів.
- «BD2K3» (43 рівнів)

Також перемальована графіка. Дата випуску 2003 рік. Автор Алан Бонд.
- DX-Boulderdash (1400 рівнів)

Конвертовано з наборів оригінальних ігор.
- BD Dream (102). Ностальгічна збірка, де перший рівень має оригінальну графіку та звук, але потім все змінюється.

## Supaplex
Має оригінальну графіку та фізику, музику та звук, крім незначних відмінностей.
Включає 111 оригінальних рівнів.
Існує багато додаткових рівнів, більше ніж 10 пакетів по 111 рівнів у кожному.
Набори рівнів за роками: від 1995 до 2008.
Загалом рівнів більше ніж 1000.

## Emerald Mines
Emerald Mines була першою грою, яка запрацювала в Rocks'n'Diamonds.
Є дуже багато наборів рівнів:
- 101 класичний рівень;
- «Emerald Mine Club» (50337 рівнів), це
  - Історичні рівні
  - Фан-клуби Нідерландів, Англії та Австралії

Також включає графіку й музику оригінальної гри на Amiga.
Архів рівнів, стиснутий програмою 7zip, займає 20 MB.

## Sokoban
Включає 50 рівнів оригінального Sokoban.
Є пакунок із додатковими рівнями, кількість яких перевищує 700.
Гра Sokoban у Rocks'n'Diamonds має серйозний недолік: немає функції «скасування ходу», тому гра стає значно складнішою.

## Snake Bite
Пакет рівнів від Алана Бонда, одного з розробників Rocks'n'Diamonds.
Є сумішшю Boulder Dash, Supaplex, Sokoban, Змійки та Mirror Magic.
Має 2 набори рівнів, а саме:
- Snake_Bite — 31 рівень
- Snake_Bite_Jue — 40 рівнів.

Кожен рівень з набору Snake_Bite є оригінальним, тобто немає дуже схожих між собою рівнів (як, наприклад, у Boulder Dash). У якихось треба зібрати гриби, десь з'їсти всіх мишей, десь швидко пробігти. При проходженні потрібно проявити логіку, реакцію та кмітливість.
Snake Bite має кращу графіку, у порівнянні зі стандартною, що постачається в Rocks'n'Diamonds.
Змійка може не тільки збирати гриби, а також плюватися, душити мишей, рости та зменшуватись (аж до смерті).
Також у деяких рівнях передбачена гравітація (як у Boulder Dash), але гравітація для різних об'єктів різна, деякі камені падають вниз, деякі — вгору.